# فرد داي
فرد داي (بالإنجليزية: F. Holland Day) (و. 1864 – 1933 م) هو مصور، ومحرر، وناشر (حرفة)، ومولع بالكتب ‏ أمريكي، ولد في بوسطن، توفي عن عمر يناهز 69 عاماً.

## روابط خارجية
- فرد داي على موقع ديسكوغز (الإنجليزية)